# Димитър Ганев (диригент)
Вижте пояснителната страница за други личности с името Димитър Ганев.
Димитър Василев Ганев e български музикант, алтсаксофонист, кларинетист, аранжор и диригент, един от създателите и първи диригенти на Биг бенда на Българското национално радио и основател и диригент на оркестър „Балкантон“. Има важно значение за развитието на джаза и попмузиката в България.

## Биография
Роден е на 7 октомври 1919 г. в Асеновград. Негов дядо е асеновградския фабрикант Димитър Ганев (Ганеолу) – собственик на една от най-големите спиртни фабрики в България, основана непосредствено след Освобождението, през 1885 г. в Асеновград. Любовта към музикалното изкуство Димитър Ганев наследява от баща си Васил Ганев, който паралелно със задълженията си във фабриката на баща си, се занимава и професионално с музика, като цигулар, пианист, аранжор и композитор. Учи във Виена и преподава музика във френския колеж „Свети Августин“ в Пловдив. Там е и диригент на колежанския оркестър. В него свирят тримата му сина – Янко Ганев (актьор в Асеновградския театър), Георги Ганев (кларинетист, алтсаксофонист, композитор, аранжор, диригент) и Димитър Ганев. Майката на Димитър Ганев Мария е учителка по български език. Пръв преподавател на Димитър Ганев по кларинет е Борис Джинев. След завършването на френския колеж „Свети Августин“ в Пловдив завършва икономика и впоследствие Българска държавна консерватория в София със специалност кларинет при проф. Стоян Стоянов. Още като студент е поканен за първи алт саксофон в оркестър „Джаз Овчаров“. В продължение на 12 години е солист-кларинетист на Софийската филхармония. Димитър Ганев играе важна роля за формирането и развитието на много от значимите оркестри в областта на джаз и попмузиката в България през 1950-те и 1960-те години.
Като изпълнител, диригент, творец и общественик допринася за популяризирането, развитието и утвърждаването на българската музика в България и в чужбина. В своята кариера създава и участва в оркестрите:
- джазов оркестър „Джаз темпо“ във Френския колеж „Свети Августин“ в Пловдив – диригент, аранжор и солист;
- оркестър на Втори свързочен полк – диригент, аранжор и солист;
- оркестър на школата за запасни офицери „Хр. Ботев“ в София – диригент, аранжор и солист;
- оркестър на Главното командване на фронтовата армия – диригент и солист. Като офицер взема участие във Втората световна война, свири на войниците на самата фронтова линия, в Нови Сад, Белград, Унгария;
- 1956 г. създава Бенда на Димитър Ганев, на който солистка е Леа Иванова. Този оркестър освен в България, изнася концерти в Загреб и Щутгарт;
- създава „Биг бенда на Димитър Ганев“ 1955 – 1957 г. – диригент, аранжор и солист;
- оркестърът на „Балкантурист“ 50-те години – диригент, аранжор, солист;
- диригент, аранжор, солист на оркестър към Софийския университет „Студент 5“ 1959 г. В състава на този оркестър са Александър Бръзицов, Развигор Попов и Светозар Русинов;
- оркестър към Централния студентски дом на културата в София – диригент, аранжор, солист;
- „Танцов оркестър“ – диригент, аранжор, солист, с който реализира продукция за грамофонни плочи („Жамай мамбо“, 1959 г., м. Романо, „За влюбените“, 1959 г., фокстрот от Ролф Мюлер, „Микаела“, 1959 г., м. Г. Вернер и В. Франц, „Вълшебна мелодия“, 1959 г., м. Ал. Норд, „Суко-суко“, 1962 г.);
- Биг бенда на БНР през 1960 г. Той е един от създателите му, диригент и първи алт саксофон и кларинет. Под негово диригентство през 1962 г. Биг бендът печели златен медал на Осмия световен младежки фестивал в Хелзинки, Финландия;
- създава инструментален септет „Септет София“ през 1960 г. – диригент, аранжор и солист;
- създава легендарния оркестър „Балкантон“ през 1962 г. към завода за грамофонни плочи „Балкантон“ – диригент, аранжор и солист. Знакови са турнетата на оркестъра под диригентството на Димитър Ганев в Куба с Маргарита Радинска, Бисер Киров, Йорданка Христова, Маргарита Димитрова, концертите в бившия СССР с Лили Иванова, Емил Димитров, Мустафа Чаушев  и в зала „L'Européen“ в Париж – Франция през 1972 г. със солисти Емил Димитров, Богдана Карадочева и сестри Кушлеви.

Много често Димитър Ганев е канен за гост-диригент на различни оркестри, между които Държавния естрадно-джазов оркестър (ДЕО), оркестърът на СГНС, Оркестър към Сатиричния театър, Оркестъра на Белградското радио и др.  С различните формации е участвал в концертни турнета в различни държави по целия свят.
След прекратяването на активната си изпълнителска дейност, от 1974 до 1979 г., е ръководител на отдел „Естрада“ към ГД „Музика“ (по-късно ДО „Музика“), а в периода 1979 – 1984 г. е главен директор на ДСП „Бюро Естрада“. От 1985 г. до 1988 г. е директор на дирекция „Музикално – артистична дейност“ в Министерство на търговията и услугите.
Участва в записите на пиесите „Странник на брега“ от Акер Билк, „Рапсодия в синьо“ от Джордж Гершуин, „Тъгата на кларинета“ от Стон Лене, „Сантименталният Джони“ от Пол Стон, „Континентал Флаш“ от Б. Пайге и Пол Стон, „Нежно цвете“ от Сидней Беше, „Веселият кларинетист“, „За влюбените“ от Ролф Мюлер, „Вълшебна мелодия“ от Ал. Норд, „Микаела“ от Г. Вернер и Вл. Франц и много други.
Димитър Ганев има син Васил Ганев и е чичо на известната композиторка, пианистка и музикален педагог проф. д. изк. Мария Ганева.

## Награди и отличия
Димитър Ганев е награден със „Златната лира“ от Съюза на музикантите и е обявен за почетен гражданин на София.

## Избрани пиеси с участието на Ганев
- „За влюбените“, м. Ролф Мюлер, изп. Танцов оркестър, диригент и солист: Димитър Ганев (1959)
- „Вълшебна мелодия“, м. Ал. Норд, изп. Танцов оркестър, диригент и солист: Димитър Ганев (1959)
- „Микаела“, м. Г. Вернер и Вл. Франц, изп. Танцов оркестър, диригент и солист: Димитър Ганев (1959)
- „История на една любов“, м. Апшарон, изп. оркестъра на Държавен сатиричен театър, диригент: Димитър Ганев (1959)
- „Жамай“, м. Романо, изп. Танцов оркестър, диригент: Димитър Ганев (1959)
- „Ела с мен“, м. Георги Ганев, изп. Биг бендът на БНР, диригент: Димитър Ганев (1960)
- „Настроение“, м. Тончо Русев и Вили Казасян, изп. Биг бендът на БНР, диригент и солист: Димитър Ганев (1960)
- „Веселият кларинетист“, изп. септет „София“, диригент и солист: Димитър Ганев (1960)
- „Добър ден, тъга“, изп. Биг бендът на БНР, диригент: Димитър Ганев (1960)
- „Ча-ча“, м. Р. Егуес, изп. Биг бендът на БНР, диригент: Димитър Ганев (1960)
- „В ритъма на танца“, изп. Биг бендът на БНР, диригент: Димитър Ганев (1960)
- „Много настроение“, м. Йосиф Цанков, изп. ДЕО, диригент: Димитър Ганев (1960)
- „Пролетна румба“, м. Йосиф Цанков, изп. ДЕО, диригент: Димитър Ганев (1960)
- „Любими мой“, м. Йосиф Цанков, изп. ДЕО, диригент: Димитър Ганев (1960)
- „Мария“, м. Лекуона, изп. Биг бендът на БНР, диригент и солист: Димитър Ганев (1960)
- „Нежно цвете“, м. Сидней Беше, изп. септет „София“, диригент и солист: Димитър Ганев (1962)
- „Чимкана“, м. П. Гуалди, изп. септет „София“, диригент и солист: Димитър Ганев (1963)
- „Нощ в Тунис“, м. Дизи Гилеспи, изп. оркестър „Балкантон“, диригент и солист: Димитър Ганев (1963)
- „Пролет у нас“, м. Димитър Ганев, изп. Биг бендът на БНР, диригент: Милчо Левиев, солист: Димитър Ганев (1965)
- „Рикадо“, изп. оркестър „Балкантон“, диригент: Димитър Ганев (1965)
- „Странник на брега“, м. Акер Билк, изп. орк. „Балкантон“, диригент и солист: Димитър Ганев (1968)
- „Тъгата на кларинета“, м. Стон Лене, изп. орк. „Балкантон“, диригент и солист: Димитър Ганев (1968)
- „Сантименталният Джони“, м. Пол Стон, изп. орк. „Балкантон“, диригент и солист: Димитър Ганев (1968)
- „Континентал Флаш“, м. Б. Пайге и Пол Стон, изп. орк. „Балкантон“, диригент и солист: Димитър Ганев (1968)